# Petit Ermitage
Le Petit Ermitage (en russe : Малый Эрмитаж) est un monument architectural qui fait partie du complexe du musée de l'Ermitage à Saint-Pétersbourg. Il est construit durant les années 1764 à 1775, par les architectes Jean-Baptiste Vallin de La Mothe et Georg Friedrich Veldten. Le bâtiment donne sur le Quai du Palais et la Rue Millionnaïa et fait le lien entre le Palais d'Hiver baroque et les édifices de style classique : Grand Ermitage et Nouvel Ermitage. Son nom de Petit Ermitage lui est donné parce que Catherine II y organisait des spectacles et des divertissements, alors que les autres bâtiments servaient de salles d'expositions pour les musées.

## Histoire de la construction

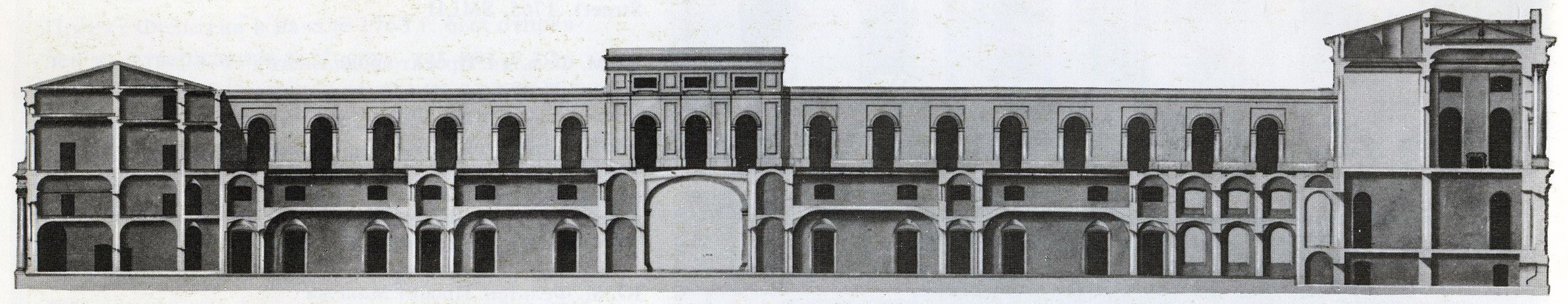
Georg Friedrich Veldten. Coupe longitudinale du Petit Ermitage. 1767 г.

En 1762, les instructions sont données de détruire les maisons délabrées de Nikolaï Golovine et de Cornelius Kruys (en) et de construire à leur emplacement des écuries pour les chevaux des reîtres, des hangars pour voitures et une cour. Cependant d'après le projet de Bartolomeo Rastrelli, le palais d'Hiver devait garder une vue du côté oriental et du côté du Petit Ermitage. L'architecte a malgré ces contraintes présenté son plan des nouvelles constructions, mais sa réalisation a été retardée. L'édification du bâtiment du futur Petit Ermitage ainsi que des écuries et du manège n'a commencé qu'en 1764, sous la direction de Georg Friedrich Veldten. Le centre du complexe devait être une orangerie, sous forme de pavillon donnant sur le quai du Palais, avec un jardin suspendu. La première partie de ce jardin suspendu du Petit Ermitage a été réalisée pour donner sur la rue Millionnaïa (c'est le pavillon sud). En 1769, le pavillon nord a été achevé par Jean-Baptiste Vallin de La Mothe, qui y a prévu, à l'intérieur, des plateaux de levage. La construction et la finition n'ont été terminés qu'en 1775, avec la réalisation des galeries latérales.

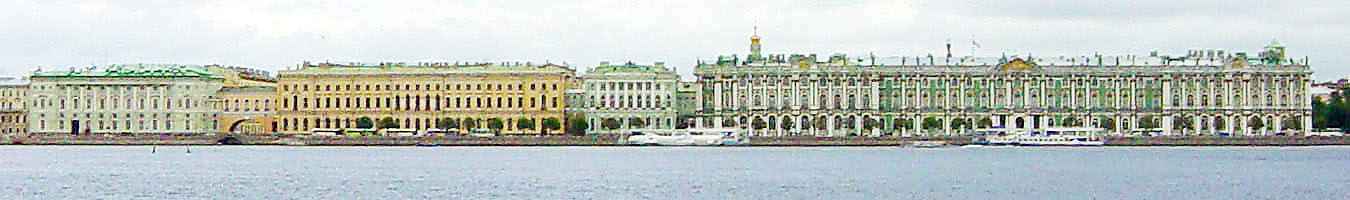
Le complexe de l’Ermitage. De gauche à droite : le Théâtre de l'Ermitage, le Canal d'Hiver et le Pont de l'Ermitage, le Grand (ou Vieil) Ermitage, le Petit Ermitage, le palais d’Hiver (le Nouvel Ermitage qui est situé derrière le Grand Ermitage n’est pas visible).

## Pavillon nord

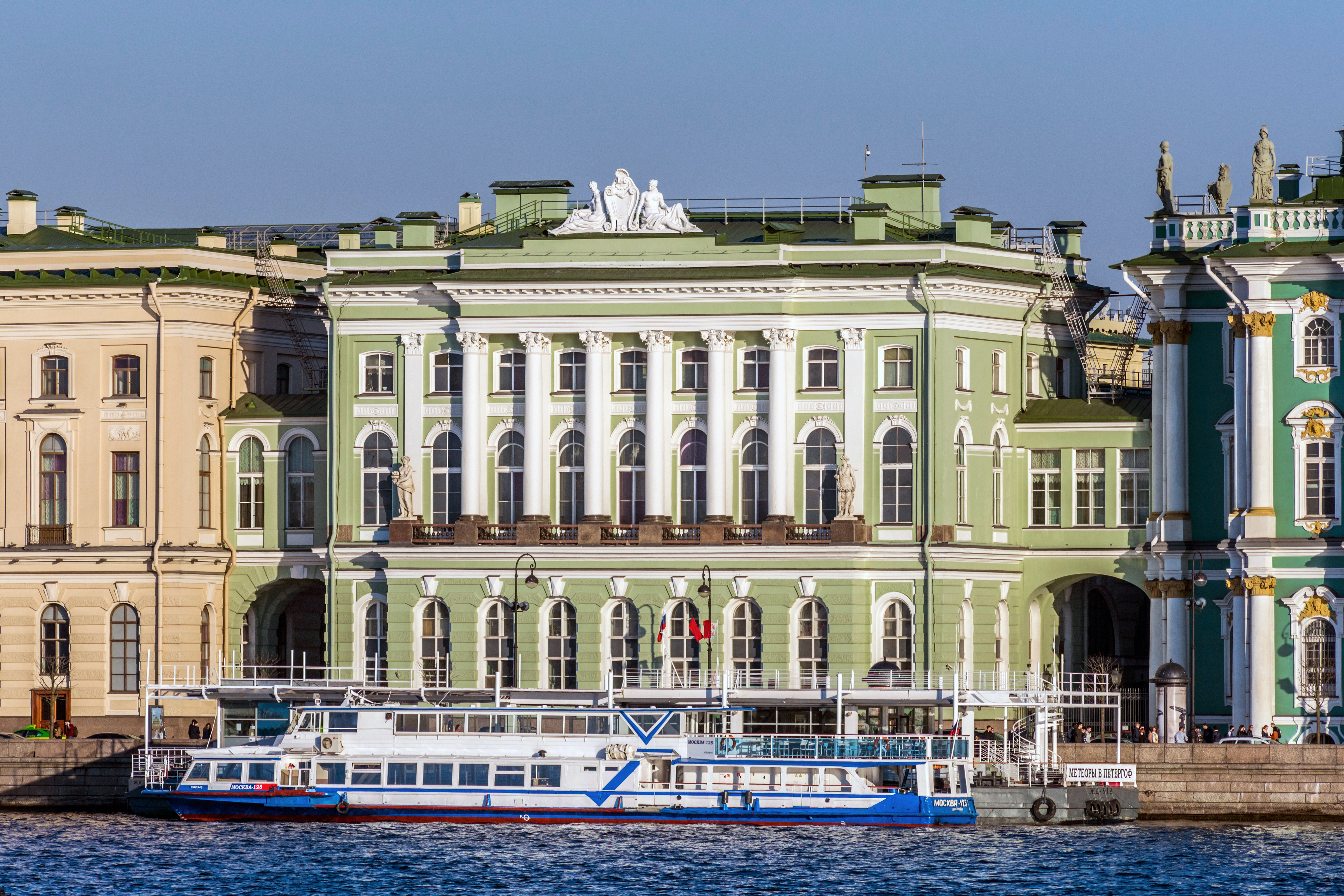
Vue depuis le quai du Palais.

L'histoire de la création du Petit Ermitage a commencé avec des plans d'une orangerie à côté d'un jardin d'hiver à l'intérieur, contenant des plantes exotiques, des oiseaux et des petits animaux. Cependant l'adoption du projet de ce pavillon a été reportée pendant longtemps et c'est pourquoi on a commencé par réaliser la partie sud du jardin suspendu du Petit Ermitage. Et ce n'est qu'en mars 1768, qu'a été envoyé à Moscou à Catherine II un modèle en bois d'une orangerie en pierre pour approbation et renvoi à l'attention de l'architecte Georg Friedrich Veldten.
Une salle et deux cabinets étaient disposés du côté où la vue donne sur la Neva. Du côté oriental se trouve le plateau levable, qui était utilisé depuis l'étage inférieur. Plus tard le nom Ermitage a été donné au bâtiment par référence au concept de la langue française (lieu de solitude). C'est ici qu'après une journée de travail, entourée d'un petit cercle
de proches (pas plus de 15 personnes), l'impératrice aimait se retirer, jouer au cartes, déjeuner. Mais le plus grand trésor de l'Ermitage ce sont les tableaux et les sculptures, dont Catherine II avait fait l'acquisition, et qui seront la base des collections du musée de l'Ermitage. Les murs de toutes les pièces étaient couverts de tableaux sur plusieurs niveaux.
Dans la partie sud du pavillon, où se trouve maintenant une copie de mosaïque antique dans le sol, se trouvait le jardin d'hiver au centre duquel se dressait une statue. Sur la balustrade de la partie supérieure du jardin dans des bassins ornementaux étaient plantés des arbustes bigaradiers et myrtaceaes. La présence du jardin d'hiver explique la première dénomination donnée au pavillon qui était l'Orangerie, comme le prouvent les documents d'archives. La décoration intérieure était complétée par les lustres en cristal.
La façade sud, projetée par l'architecte Jean-Baptiste Vallin de La Mothe, se distingue par la richesse et la sophistication des formes architecturales du classicisme précoce. Les deux derniers étages sont ornés de portiques de six colonnes de l'ordre corinthien et de deux sculptures, une de Flore et l'autre de Pomone. Un attique couronne le bâtiment décoré d'une sculpture de groupe.
Dans la pavillon nord du Petit Ermitage se trouve la salle du pavillon, créée dans les années 1850 par Andreï Stackenschneider. On y trouve également l'horloge Pauline.

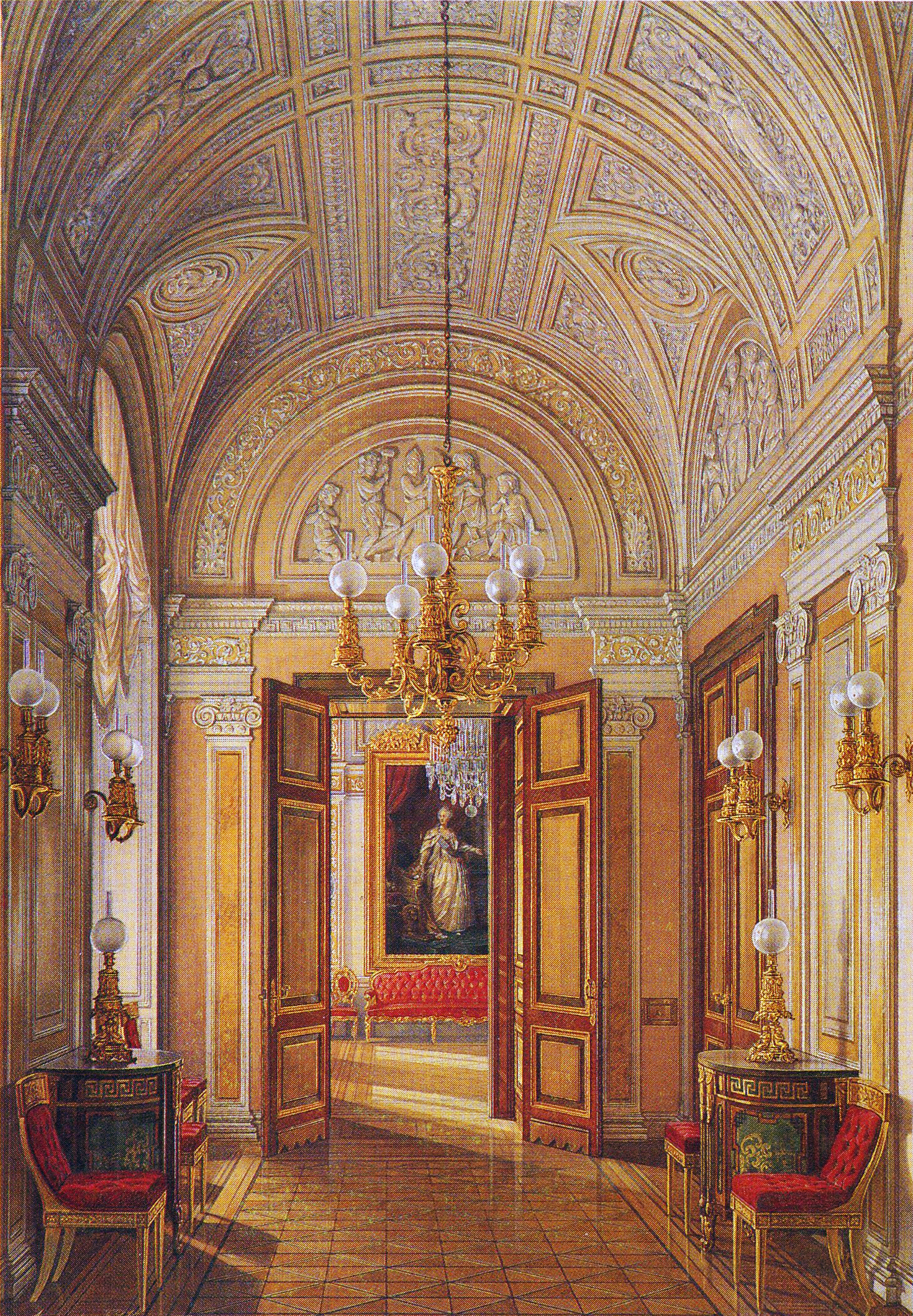
Eduard Hau. Cabinet nord.
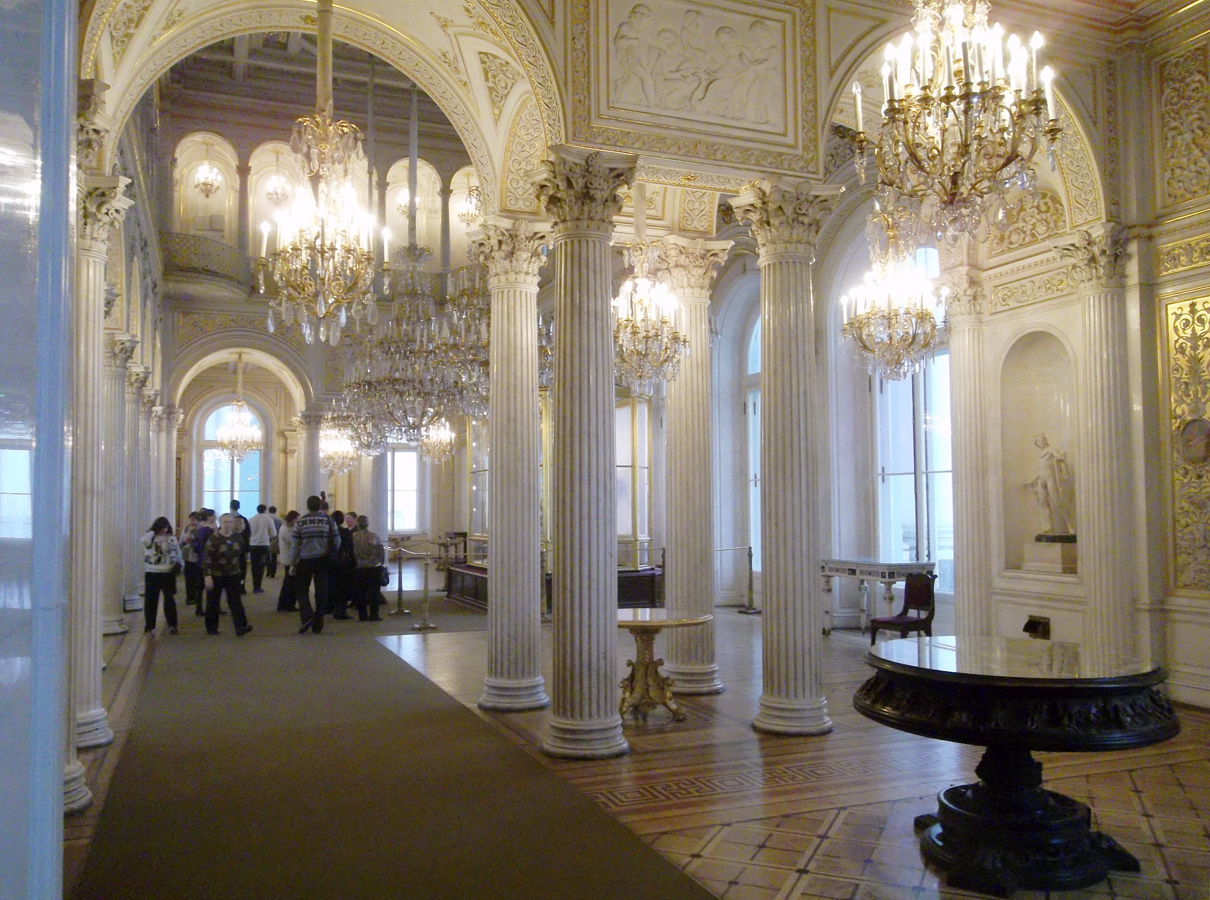
Salle du pavillon.
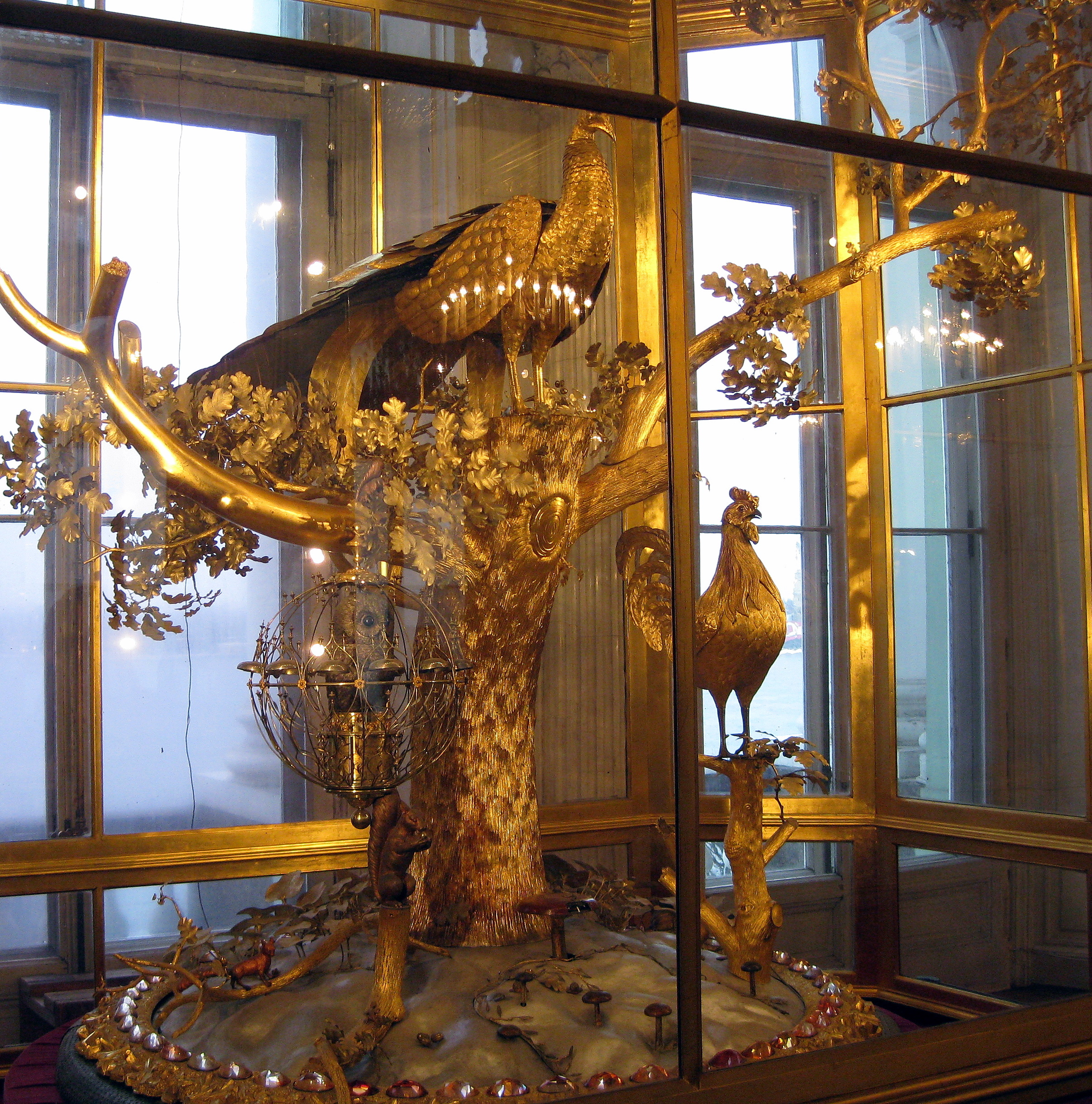
Mécanisme d'horlogerie Pauline.
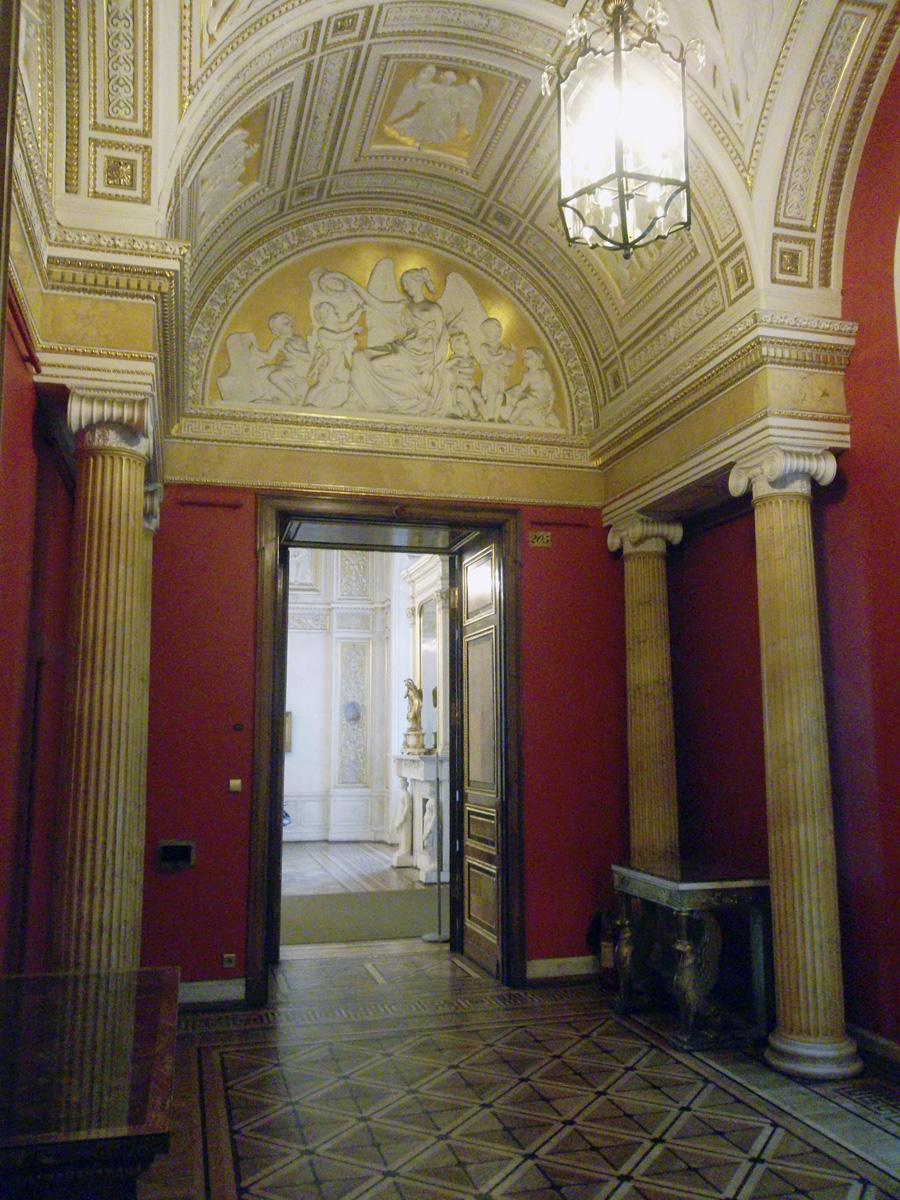
Cabinet Giacomo Quarenghi.

## Pavillon sud
Pour la sortie vers la rue Millionnaïa George Veldten a choisi de réunir du baroque finissant et du baroque naissant avec le classicisme. La finition du rez-de-chaussée reprend les motifs de la façade du Palais d'Hiver. Les deux étages supérieurs sont décorés de pilastres décorés de panneaux de bas-reliefs. En 1840—1843, Vassili Stassov a ajouté un quatrième niveau.

## Jardin suspendu

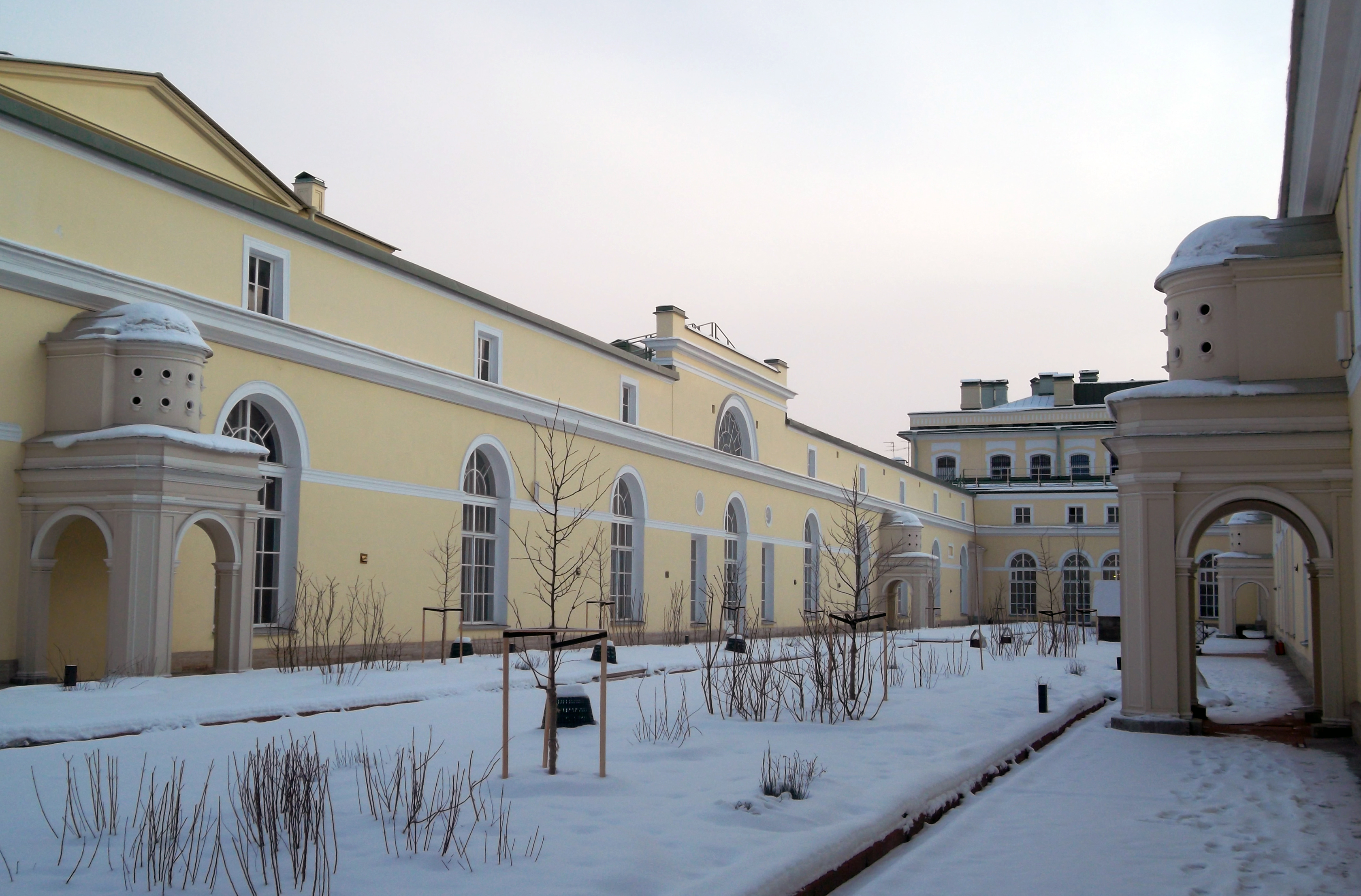
Jardin suspendu du petit ermitage.

Déjà avant son retour de Moscou, l'impératrice Catherine II donne l'ordre en 1763, de réaliser le jardin suspendu du Palais d'Hiver. En 1764, la construction débuté à la hâte et dès 1766 la partie sud est plantée d'arbres et d'arbustes. À partir de 1769, des galeries destinées aux tableaux sont construites sur les côtés du jardin. L'aménagement du jardin est déterminé par la disposition du local sous-jacent: le hangar pour le stockage du bois. En 1841,ce hangar et le jardin lui-même ont été réaménagés entièrement par Vassili Stassov.

## Manège et écurie
Dans les années 1840, lors de la reconstruction du Petit Ermitage, l'architecte Vassili Stassov reconstruit les locaux de service sous le jardin suspendu du Petit Ermitage. C'est là, entre les pavillons nord et sud, que se trouve le Manège, les écuries et le garage. Des nouvelles arcades en pierre sont reconstruites appuyées sur de puissants piliers, les voûtes sont renforcées au dessus des salles. Au Manège, les voûtes sont de grande envergure et soutenues par des piliers massifs. Une galerie est ajoutée à hauteur de l'entresol. Dans les écuries, les voûtes s'appuient sur des colonnes en granit. Dans les sous-sols nouvellement créés est installé un système de chauffage central progressif par énergie pneumatique appelé Poêle pneumatique d'Ammossov. De l'air chaud était également envoyés vers les voûtes provenant de l'espace situé entre le rez-de-chaussée et le jardin suspendu. Un système original de canalisation est mis en place d'après les plans d'Andreï Stackenschneider dans les années 1870. Dans les écuries sont installés des abreuvoirs pour chevaux, suivant le projet d' Auguste Ricard de Montferrand.

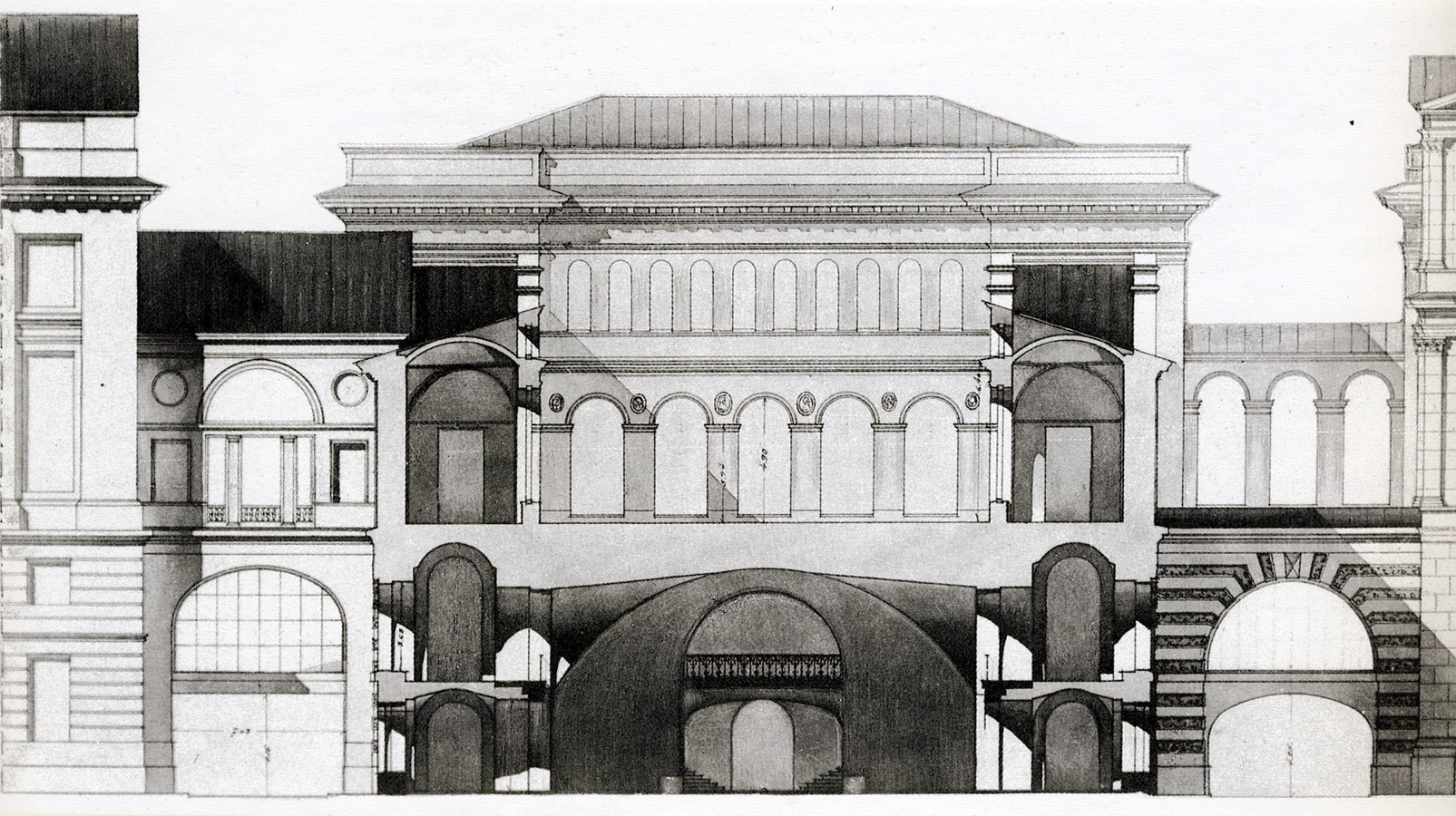
Projet de transformation du Manège et des écuries. 1940.

En 1931, l'administration de l'Ermitage se trouve dans des difficultés financières et tente de résoudre ces difficultés en donnant en location les écuries et le manège à l'école de cavalerie DOSAAF. Dans les années 1940 l'architecte en chef de l'Ermitage Alexandre Sivkov réinstalle le Manège et les écuries sous les salles d'expositions. Au centre est construit un passage pour piéton au niveau de l'entresol du premier étage, qui permet de relier les premiers étages du Palais d'Hiver au Nouvel Ermitage. 
Depuis 2016, une entrée supplémentaire a été ajoutée du côté du passage Chouvalovski vers le Musée de l'Ermitage pour les visiteurs munis de billets délivrés par internet.